# Coe (rivier)
De Coe is een rivier in de Schotse vallei Glen Coe. De rivier is ongeveer 5 km lang en stroomt in het westen uit Loch Achtriochtan en vervolgt zijn weg door het dorp Glencoe om verderop in Loch Leven uit te monden.
De rivier is populair bij de beoefenaars van het wildwatervaren. Na hevige regenval of plotselinge dooi wordt deze rivier tientallen meter breed en overstroomt een deel van de vallei en het dorp Glencoe. In april 2010 verdronk de kanovaarster Emily Parker, 20 jaar oud, in dergelijke omstandigheden.
- Library of Congress Control Number: sh89002498
- Nationale Bibliotheek van Israël: 987007546302005171
- Virtual International Authority File: 315530297